# Golden Silence
Golden Silence è il secondo album in studio del gruppo indie pop statunitense The Narrative, pubblicato nel dicembre 2016.

## Tracce
1. Moving Out – 4:14
2. Chasing a Feeling – 4:32
3. Already Changed – 4:29
4. Toe the Line – 4:13
5. Oklahoma Air – 4:35
6. I Can Make a Mess – 5:40
7. California Sun – 5:07
8. Home – 4:12
9. Reason to Leave – 3:22
10. Suburbs – 6:07

## Formazione

### Gruppo
- Suzie Zeldin – voce, piano, tastiera, percussioni
- Jesse Gabriel – voce, chitarra, banjo, koto, autoharp, percussioni

### Altri musicisti
- Alex Overington – arrangiamenti
- Jay Scalchunes – batteria, percussioni
- Ari Sadowitz – basso
- Bryan Russell – fisarmonica
- Dylan Ebrahimian – violino
- Jon Block – violino
- Phil Carter – viola
- Mohit Mansukani – violoncello
- David Harary – clarinetto
- Karri Diomede – flauto
- Wes Maples – sassofono
- Jonathan D. Schneck – banjo